# Wappen der Gemeinde Schmiechen
Das Wappen der Gemeinde Schmiechen ist das offizielle Hoheitszeichen von Schmiechen im Landkreis Aichach-Friedberg. Das Wappen zeigt in der oberen Hälfte einen goldengekrönten, hermelinbesetzten silbernen Stulphut, der mit drei goldenen Straußenfedern besteckt ist.

## Geschichte
Das Wappen der Gemeinde greift auf Elemente des Familienwappens der Herren von Schmiechen zurück, einer ortsadligen Familie, die vom 12. Jahrhundert bis 1608 nachgewiesen ist. Sie führte ab 1296 den hermelinbesetzten, gekrönten und mit einem Federbusch besteckten Stulphut im Siegel. 
Übernommen wurden auch die Schildfarben des Familienwappens Silber und Blau, die in älteren Wappenbüchern überliefert sind.
Die Zustimmung zur Führung des Wappens erfolgte durch Entschließung des Bayerischen Staatsministeriums des Innern vom 17. Juli 1952.